# Унтервајсбах
Унтервајсбах (њем. Unterweißbach) општина је у њемачкој савезној држави Тирингија. Једно је од 39 општинских средишта округа Залфелд-Рудолштат. Према процјени из 2010. у општини је живјело 856 становника. Посједује регионалну шифру (AGS) 16073094.

## Географски и демографски подаци
Унтервајсбах се налази у савезној држави Тирингија у округу Залфелд-Рудолштат. Општина се налази на надморској висини од 330 метара. Површина општине износи 13,1 km². У самом мјесту је, према процјени из 2010. године, живјело 856 становника. Просјечна густина становништва износи 65 становника/km².